# ゾフィア・ヤギェロンカ (1522-1575)
ゾフィア・ヤギェロンカ（Zofia Jagiellonka, 1522年7月13日 - 1575年5月28日）は、ポーランド王ジグムント1世の娘で、ブラウンシュヴァイク＝ヴォルフェンビュッテル公ハインリヒ2世の2番目の妻。

## 生涯
ジグムント1世とその2番目の妻でミラノ公ジャン・ガレアッツォの娘であるボナ・スフォルツァの間の第5子、次女として生まれた。父にとっては4番目の娘である。1556年2月22日にハインリヒ2世の後妻となったが、間に子供は無かった。
1568年に夫と死別すると、シェーニンゲンに与えられた所領に引退した。シェーニンゲンの所領をめぐっては継子のユリウスとの間で係争が起きたが、1572年1月17日に一応の協定が結ばれ、所領は安堵された。しかしユリウスは、その後も協定を守ろうとしなかったため、ゾフィアは神聖ローマ皇帝マクシミリアン2世に仲裁を願い出なければならなかった。
ゾフィアは1570年にカトリックから福音派に改宗し、ヤギェウォ家の歴史の中では唯一のプロテスタント信徒となった。その後は兄ジグムント2世の死に伴うポーランドでの王位継承問題に関わることも無く、1575年に亡くなり、ヴォルフェンビュッテルのマリア教会（Marienkirche (Wolfenbüttel)）に葬られた。